# Celebrando una leyenda: Parte 2
Celebrando una leyenda: Parte 2 es el más reciente álbum en vivo del cantante argentino Leo Dan, publicado por la compañía discográfica Sony Music.
El álbum se caracteriza por ser una recopilación de sus canciones a ritmo de balada romántica, acompañado de otros ritmos como el bolero, el pop, el blues, la cumbia y el ska.
En este álbum, están incluidas las participaciones de Natalia Jiménez, Río Roma, Dr. Shenka, Amanda Miguel, Daniela Romo, Alicia Villarreal, DLD y Bronco entre otros.

## Lista de canciones
| N.º | Título                                                                                | Duración |  |
| 1.  | «Libre, solterito y sin nadie» (con Dr. Shenka)                                       | 2:31     |  |
| 2.  | «Esa pared» (con Carlos Rivera)                                                       | 2:51     |  |
| 3.  | «Pero Raquel» (con Edwin Luna & La Trakalosa de Monterrey)                            | 3:08     |  |
| 4.  | «Sólo una vez» (con Pandora)                                                          | 2:49     |  |
| 5.  | «Hay una chica en mi camino» (con Diego Verdaguer)                                    | 2:24     |  |
| 6.  | «Niña ¿Qué tienen tus ojos?» (con Río Roma)                                           | 3:20     |  |
| 7.  | «Cuánto me cuesta» (Me cuesta ponerle letra) (con Ramón Ayala y sus Bravos del Norte) | 2:52     |  |
| 8.  | «Cuando un amor se va» (con Natalia Jiménez)                                          | 2:56     |  |
| 9.  | «El radio está tocando tu canción» (con Bronco)                                       | 3:04     |  |
| 10. | «Nunca me impedirás amarte» (con Daniela Romo)                                        | 2:30     |  |
| 11. | «No existe una ley» (con DLD)                                                         | 2:56     |  |
| 12. | «Ojos azules» (con Amanda Miguel)                                                     | 3:29     |  |
| 13. | «Porque jamás te olvido» (con La Sonora Santanera)                                    | 1:52     |  |
| 14. | «Con nadie me compares» (con Alicia Villarreal)                                       | 2:22     |  |
| 15. | «Pero esa vez lloré» (con Beto Zapata)                                                | 2:34     |  |
| 16. | «Tú llegaste cuando menos te esperaba»                                                | 3:25     |  |